# Miss Finlândia
O Miss Finlândia é um concurso de beleza feminino que visa eleger, dentre as candidatas do concurso, a melhor, que possa representar seu país no concurso de maior importância no mundo, o Miss Universo. 
A Finlândia já conseguiu duas coroas de Miss Universo, a primeira logo na estreia do concurso com Armi Helena Kuusela em 1952 e em 1975 com Anne Marie Pohtamo. Além do Miss Universo as finalandesas também já conquistaram coroa de Miss Internacional.

## Vencedoras dos concursos
| Ano  | Miss Finlândia          | No Miss Universo       |
| 1952 | Armi Helena Kuusela     | Miss Universo 1952     |
| 1953 | Teija Anneli Sopanen    |                        |
| 1954 | Lenita Airisto          |                        |
| 1955 | Sirkku Talja            |                        |
| 1956 | Mirva Orvokki           |                        |
| 1957 | Marita Lindahl          |                        |
| 1960 | Marja Leena Manninen    |                        |
| 1961 | Ritva Tuulikki Wächter  |                        |
| 1962 | Anja Aulikki Järvinen   | 3º. lugar              |
| 1963 | Riitta Anja Kautiainen  | Semifinalista (Top 15) |
| 1964 | Sirpa Wallenius         | Semifinalista (Top 15) |
| 1965 | Virpi Miettinen         | 2º. lugar              |
| 1966 | Charlotta Östring       | 2º. lugar              |
| 1967 | Ritva Helena Lehto      | 4º. lugar              |
| 1968 | Leena Marketta Brusin   | 3º. lugar              |
| 1969 | Harriet Marita Eriksson | 2º. lugar              |
| 1970 | Ursula Rainio           |                        |
| 1971 | Pirjo Aino Laitilla     | 3º. lugar              |
| 1972 | Maj-Len Eriksson †      |                        |
| 1973 | Raija Kaarina Stark     |                        |
| 1974 | Johanna Raunio          | 3º. lugar              |
| 1975 | Anne Marie Pohtamo      | Miss Universo 1975     |
| 1976 | Suvi Lukkarinen         |                        |
| 1977 | Armi Orvokki Aavikko †  |                        |
| 1978 | Seija Kaarina Paakkola  |                        |
| 1979 | Päivi Uitto             |                        |
| 1980 | Sirpa Viljamaa          |                        |
| 1981 | Merja Orvokki Varvikko  |                        |
| 1982 | Sari Kaarina Aspholm    | Semifinalista (Top 12) |
| 1983 | Nina Marjaana Rekola    | Semifinalista (Top 12) |
| 1984 | Anna Liisa Tilus        |                        |
| 1985 | Marja Kinnunen          |                        |
| 1986 | Tuula Polvi             | 5º. lugar              |
| 1987 | Outi Tanhuanpää         |                        |
| 1988 | Carita Bjornstrom       |                        |
| 1989 | Åsa Lövdahl             | Semifinalista (Top 10) |
| 1990 | Tiina Susanna           |                        |
| 1991 | Tanja Vienonen          |                        |
| 1992 | Kirsi Syrjanen          |                        |
| 1993 | Tarja Smura             | Semifinalista (Top 10) |
| 1994 | Henna Merilainen        |                        |
| 1995 | Heli Pirhonen           |                        |
| 1996 | Lola Odusoga            | 3º. lugar              |
| 1997 | Karita Tuomola          |                        |
| 1998 | Jonna Kauppila          |                        |
| 1999 | Vanessa Forsman         |                        |
| 2000 | Suvi Miinala            |                        |
| 2001 | Heidi Willman           |                        |
| 2002 | Janette Broman          |                        |
| 2003 | Anna Strömberg          |                        |
| 2004 | Mira Salo               |                        |
| 2005 | Hanna Ek                |                        |
| 2006 | Ninni Laaksonen         |                        |
| 2007 | Noora Hautakangas       |                        |
| 2008 | Satu Tuomisto           |                        |
| 2009 | Essi Pöysti             |                        |
| 2010 | Viivi Pumpanen          |                        |
| 2011 | Pia Pakarinen           |                        |
| 2012 | Sara Chafak             |                        |
| 2013 | Lotta Hintsa            |                        |
| 2014 | Bea Toivonen            |                        |
| 2015 | Rosa-Maria Ryyti        |                        |
| 2016 | Shirly Karvinen         |                        |
| 2017 | Michaela Söderholm      |                        |
| 2018 | Alina Voronkova         |                        |
| 2019 | Anni Harjunpää          |                        |